# Cantone di Montigny-lès-Metz
Il Cantone di Montigny-lès-Metz è una divisione amministrativa dell'arrondissement di Metz-Campagne.
A seguito della riforma approvata con decreto del 18 febbraio 2014, che ha avuto attuazione dopo le elezioni dipartimentali del 2015, è passato da 7 a 6 comuni.

## Composizione
I 7 comuni facenti parte prima della riforma del 2014 erano:
- Augny
- Chieulles
- Mey
- Montigny-lès-Metz
- Saint-Julien-lès-Metz
- Vantoux
- Vany

Dal 2015 i comuni appartenenti al cantone sono i seguenti 6:
- Le Ban-Saint-Martin
- Longeville-lès-Metz
- Marly
- Montigny-lès-Metz
- Plappeville
- Scy-Chazelles